# (352214) Szczecin
(352214) Szczecin est un astéroïde de la ceinture principale.

## Compléments